# Biełucha
Biełucha (ros. Белуха) – najwyższy szczyt gór Ałtaj (4506 m n.p.m.), położony w Górach Katuńskich, na granicy Rosji z Kazachstanem. Góra ma dwa wierzchołki, wschodni – 4506 m n.p.m. oraz zachodni – 4400 m n.p.m. Najwyższe partie powyżej granicy wiecznego śniegu, na zboczach lodowce o powierzchni ok. 70 km².
Szczyt znajduje się w strefie ochronnej Katuńskiego Rezerwatu Biosfery.